# Karl Gorath
Karl Gorath (Bad Zwischenahn, 12 de desembre de 1912 - Bremerhaven, 18 de març de 2003) va ser un home gai que va ser arrestat el 1938 i empresonat per homosexualitat a Neuengamme i Auschwitz. Va ser alliberat el 1945.
Gorath s'estava formant per a una carrera d'infermeria quan, amb 26 anys, va ser denunciat com a homosexual pel seu "amant gelós" i arrestat en virtut de l'article 175 del codi penal, que definia l'homosexualitat com un "acte antinatural".
Gorath va ser empresonat a Neuengamme, prop d'Hamburg, Alemanya, i es va veure obligat a portar un triangle rosa, identificant-lo com a gai i transvestit.
A causa de la seva formació mèdica, Gorath va ser traslladat a treballar a un hospital de presoners en un subcamp de Neuengamme. Quan es va negar a disminuir la ració de pa dels pacients que eren polonesos, Gorath va ser traslladat a Auschwitz. Allà portava el triangle vermell d’un pres polític, que creia que li estalviava la brutalitat infligida als interns identificats com a gai. El gener de 1945, Gorath va ser alliberat quan l'Exèrcit Roig va alliberar Auschwitz.
Després de la guerra, el 1947 fou sentenciat de nou: «El mateix jutge. Rabien es deia. Em va rebre a la sala judicial amb les paraules: 'Ja esteu de nou aquí!'”.
Gorath és un dels sis homes gais que són objecte d'un documental sobre els gais als camps de concentració nazis. La pel·lícula, dels productors Jeffrey Friedman i Rob Epstein i narrada per Rupert Everett, s'anomenà Paràgraf 175.